# Christofer Gonzáles
Christofer Gonzáles Crespo, conhecido também como Christofer Gonzáles ou somente Gonzáles (Lima, 12 de outubro de 1992), é um futebolista peruano, que atua como meia. Atualmente, joga pelo Sporting Cristal, emprestado pelo Colo-Colo.

## Carreira
Gonzalés começou sua carreira em 2012, no Universitario de Deportes. Sua estréia foi no Campeonato Peruano, que veio em 10 de março de 2012, na casa do Sporting Cristal, partida que foi empatada por 1 a 1.

## Títulos
Universitario de Deportes
- Campeonato Peruano: 2013